# 堀尾啓助
堀尾 啓助（ほりお けいすけ、嘉永3年（1851年） - 明治元年9月23日（1868年11月7日））は、幕末期の米沢藩士。

## 略歴
上杉家・勘定頭兼役所役筆頭、堀尾保助（のちに小倉県や神奈川県参事など歴任）の嫡男。
明治元年（1868年）、戊辰戦争において、米沢藩は他藩に先駆けて9月4日に政府軍への帰順を表明する。その後、米沢藩は政府軍より、近隣諸藩に対して降伏を説得する役目を命じられる。
堀尾は一旦仙台藩へ出向いたのち、9月11日、松本誠蔵とともに南部藩へ向かう。南部からの帰路、22日午後、仙台藩領野上（のちの川崎町）に差し掛かったところで、仙台藩士日野徳次郎が率いた農兵隊員の待ち伏せに会い、松本が重傷を負う。堀尾は近所の農家へ担ぎ込み、医者を呼んで介抱にあたったが、夜半に日野の手の者が押し入り、乱闘の上二人を捕縛、惨殺した（薬師堂事件）。享年18。
日野の動機は、米沢藩がいち早く政府軍に帰順し、江戸幕府を裏切ったことに憤激したものであったという。平時ならば両藩の面子をかけた争いに発展するものであったが、当時は戊辰戦争の真っ只中であったため、本事件への対応は後回しにされてしまう。その後、両藩の間で談判が行われ、日野を米沢藩立会いの下切腹させ、下手人も藩律に従い処分することが取り決められた。ところが、この時点で明治新政府は藩法の適応について、死刑については留保するよう定めており、問い合わせを受けた刑部省は、日野は禁錮以下の刑が相当、と回答した。遺族は再審を願い出たが、暗殺は既に切腹済みの老職の命によることが判明した、との理由で却下されてしまった。
その後、旧藩主上杉茂憲が堀尾・松本の遺族とともに、両名を「維新殉難者」として靖国神社への合祀を求める上申書を提出した。靖国神社への合祀は、官軍に属して戦没したことが条件であったが、堀尾・松本両名が判明を受けて南部へ発った時点で、米沢藩は官軍に帰属していた。この上申は認められて、両名は明治12年（1879年）6月24日、没後11年にして靖国神社に合祀された。国事殉難者の合祀は審査が進んでいなかったが、この時の堀尾・松本が合祀の第1号であった。
それから2年後の明治14年（1881年）、明治天皇は東北巡行で米沢に立ち寄った際、戦没者の遺族に恩賜金を下賜したが、これには西南戦争の戦没者とともに、堀尾・松本の遺族も含まれていた。